# خافيير تويو
خافيير تويو (بالإسبانية: Javier Toyo) (12 أكتوبر 1977 بكاراكاس في فنزويلا - ) هو لاعب كرة قدم فنزويلي في مركز حراسة المرمى. شارك مع منتخب فنزويلا لكرة القدم. أما مع النوادي، فقد لعب مع سان فرانسيسكو دي ماكوريس ونادي كاراكاس وClub Barcelona Atlético ‏ وMetropolitanos F.C. ‏ وDeportivo La Guaira F.C. ‏ وأتليتيكو بوكارامانغا وAtlético El Vigía F.C. ‏ وAtlético Venezuela C.F. ‏.

## روابط خارجية
- خافيير تويو على موقع قاعدة بيانات كرة القدم.إي يو (الإنجليزية)
- خافيير تويو على موقع ناشيونال فوتبول تيمز (الإنجليزية)